# ノヴォポクロフカ (クラスノアルメイスキー地区)
ノヴォポクロフカ（ロシア語: Новопокровка）はロシア連邦東部の沿海地方にあり、クラスノアルメイスキー地区の中心に位置する村。人口は3,646人（2010年全ロシア国勢調査）。